# Gajusz Azyniusz Pollion
Gajusz Azyniusz Pollion (ur. 75 p.n.e. lub 76 p.n.e., zm. 5 lub 6 n.e.) – rzymski polityk i pisarz. Jego synem był Gajusz Azyniusz Gallus, drugi mąż Wipsanii Agrypiny.

## Kariera polityczna
Azyniusz Pollion urodził się w Teate Marrucinorum w środkowej Italii. Był synem Gnejusza Azyniusza Polliona.
Karierę polityczną rozpoczął od popierania znaczącego polityka, Publiusza Korneliusza Lentulusa Sprintera, stojącego po stronie Senatu. W 49 p.n.e. Azyniusz obrał stronę Cezara. Brał nawet udział w obradach poprzedzających przekroczenie przez Cezara rzeki Rubikon. W czasie wojny domowej, razem z Gajuszem Skryboniuszem Kurionem został wysłany do Afryki, aby walczyć z tamtejszym namiestnikiem, Publiuszem Attiuszem Warusem oraz królem Jubą. Kurion początkowo zwyciężył w bitwie pod Utyką, ale później jego oddziały zostały wciągnięte w zasadzkę i pokonane w bitwie w dolinie rzeki Bagradas. Cezar stracił wówczas dwa legiony, a sam Kurion zginął. 
Jako pierwszy w swoim rodzie osiągnął najwyższe stanowiska. W roku 45 p.n.e. sprawował preturę. W 44 p.n.e. sprawował namiestnictwo w Hiszpanii Dalszej, gdzie prowadził walki z Sekstusem Pompejuszem.
W roku 40 p.n.e. został konsulem. Po zwycięstwie odniesionym w Ilirii odbył 25 października 39 p.n.e. triumf. W czasie wojny domowej walczył po stronie Cezara. Brał udział w bitwie pod Farsalos. Dowodził w Hiszpanii walkami z Sekstusem Pompejuszem. Po zabójstwie Cezara przyłączył się do Antoniusza. W 40 p.n.e. pomógł w zawarciu pokoju w Brundyzjum między Antoniuszem i Oktawianem. W narastającym w późniejszych latach konflikcie pomiędzy Antoniuszem a Oktawianem starał się stać na uboczu, nie angażować się po żadnej ze stron. Następnie wycofał się z życia politycznego.

## Działalność kulturalna i literacka
Po wycofaniu się z życia politycznego Azyniusz Pollion poświęcił się działalności kulturalnej i pisarskiej. Był założycielem pierwszej w Rzymie biblioteki publicznej w Świątyni Wolności (Atrium Libertatis). Jego własny dom stał się ośrodkiem literackim, miejscem spotkań młodych poetów. Pollion był przyjacielem i mecenasem m.in. Horacego i Wergiliusza. Pod jego opieką rozwijała się twórczość historyka Timagenesa z Aleksandrii. Jego własna twórczość literacka była wszechstronna. Pisał mowy, poematy, tragedie i listy. Z dzieł tych zachowały się tylko fragmenty. Był też autorem dzieła historycznego Historiae opisującego przebieg wojen domowych w latach 62–40. Ocalały z tego dzieła jedynie fragmenty, ale niezwykle cenne z punktu widzenia walorów historiograficznych. Prawdopodobnie udało mu się doprowadzić swoją relację do roku 44 z dodatkiem dla lat 44–42. Informacje na temat tego dzieła pochodzą głównie od korzystających z niego historyków starożytnych: Appiana z Aleksandrii, Plutarcha i innych.